# Progomphus tibialis
Progomphus tibialis – gatunek ważki z rodziny gadziogłówkowatych (Gomphidae). Występuje na terenie Ameryki Południowej.